# Clifford (Míchigan)
Clifford es una villa ubicada en el condado de Lapeer en el estado estadounidense de Míchigan. En el Censo de 2010 tenía una población de 324 habitantes y una densidad poblacional de 82,9 personas por km².

## Geografía
Clifford se encuentra ubicada en las coordenadas 43°18′55″N 83°10′47″O / 43.31528, -83.17972. Según la Oficina del Censo de los Estados Unidos, Clifford tiene una superficie total de 3.91 km², de la cual 3.91 km² corresponden a tierra firme y (0.07%) 0 km² es agua.

## Demografía
Según el censo de 2010, había 324 personas residiendo en Clifford. La densidad de población era de 82,9 hab./km². De los 324 habitantes, Clifford estaba compuesto por el 96.91% blancos, el 0.31% eran afroamericanos, el 0.31% eran amerindios, el 0% eran asiáticos, el 0% eran isleños del Pacífico, el 0.31% eran de otras razas y el 2.16% pertenecían a dos o más razas. Del total de la población el 1.85% eran hispanos o latinos de cualquier raza.